# Découverte de Hauméa
Vous lisez un « bon article » labellisé en 2021.

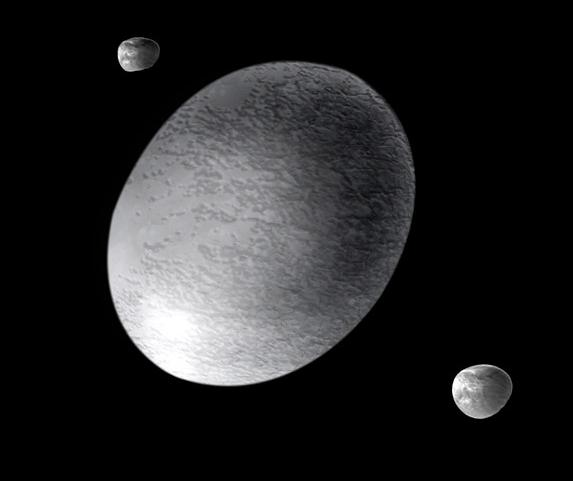
Vue d'artiste de Hauméa avec ses lunes Hiʻiaka et Namaka.

La découverte de la planète naine Hauméa a lieu en décembre 2004 et est annoncée en juillet 2005. Toutefois, sa paternité est sujette à controverses.  
Une équipe du California Institute of Technology (Caltech) dirigée par Michael E. Brown est la première à remarquer l'objet grâce à des observations de l'observatoire Palomar dans le cadre de la recherche d'objets transneptuniens du Système solaire puis conserve l'information secrète afin de réaliser plus d'observations, mais une équipe espagnole dirigée par José Luis Ortiz Moreno est la première à l'annoncer au Centre des planètes mineures six mois plus tard et donc à recevoir le crédit pour la découverte. Cependant, Mike Brown accuse ensuite l'équipe espagnole de fraude scientifique car elle aurait utilisé les observations du Caltech sans crédit pour faire leur découverte, tandis que l'équipe de José Luis Ortiz accuse l'équipe américaine d'ingérence politique dans l'Union astronomique internationale (UAI) et critique son habitude de cacher l'existence de certains objets célestes. 
À cause de ce débat sur l'attribution du crédit de sa découverte, la désignation de Hauméa comme planète naine par l'Union astronomique internationale est retardée de plusieurs années. En septembre 2008, l'UAI reconnaît officiellement le nom proposé par l'équipe californienne, Hauméa, d'après une déesse hawaïenne, plutôt que le nom proposé par l'équipe espagnole, Ataegina, d'après une divinité ibère. Cependant, le lieu de découverte officiellement reconnu est l'Instituto de Astrofísica de Andalucía de l'équipe espagnole et le nom du découvreur est laissé vide, l'affaire se concluant donc sur un compromis de facto. 

## Découverte et annonce

### Découverte par l'équipe de Michael E. Brown

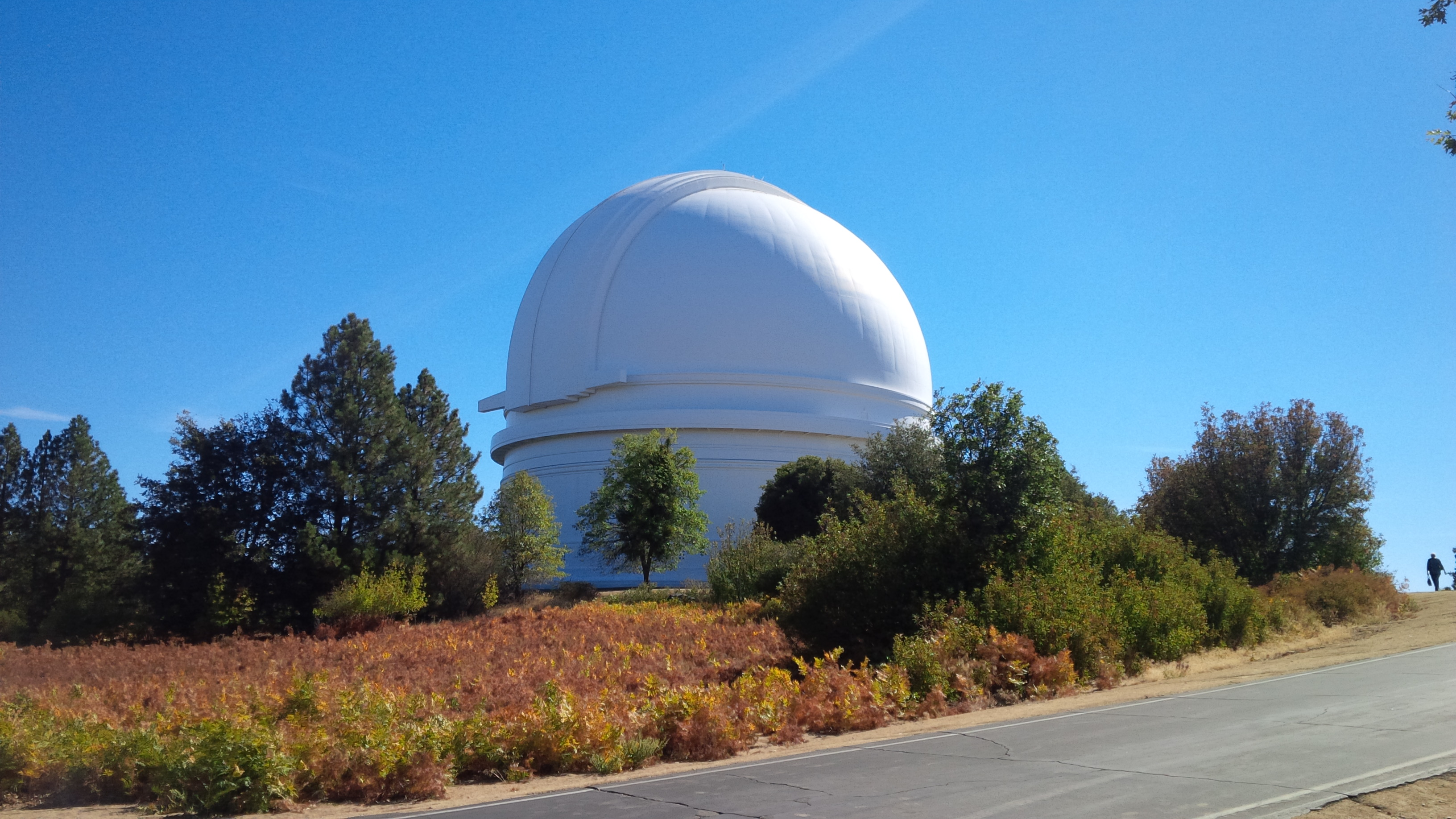
Observatoire Palomar du Caltech, situé à San Diego aux États-Unis.

La découverte de Hauméa s'inscrit dans le contexte de la recherche d'une dixième planète du Système solaire (planète X) après Pluton, alors encore considérée comme une planète. Elle est relancée à la suite de la découverte de (90377) Sedna en novembre 2003 par Michael E. Brown, Chadwick Trujillo et David L. Rabinowitz du California Institute of Technology (Caltech). Celle-ci ayant été observée alors qu'elle était à la limite de détection de leur logiciel (mouvement de 1,5 seconde d'arc par heure) destinée à limiter les faux positifs, les astronomes américains décident d'abaisser ce seuil car ils postulent qu'il existe de nombreux autres grands corps après l'orbite de Pluton. À partir de septembre 2004, les équipes de Caltech traitent leurs anciennes images avec un nouvel algorithme qui parvient à détecter Hauméa sur une image prise le 6 mai 2004 avec l'outil QUEST du télescope de Schmidt Samuel-Oschin à l'observatoire Palomar, en Californie.
La découverte est constatée le 28 décembre 2004 par Mike Brown et son équipe : Hauméa est quinze fois plus lumineuse que Sedna et située dans la constellation de la Chevelure de Bérénice, au sud de celle de la Vierge. L'équipe de Caltech lui donne le surnom de « Père Noël » (Santa), car cette découverte se déroule juste après Noël. Cette découverte par QUEST sera ensuite suivie par celle de (136199) Éris en janvier 2005 (alors surnommée « Xena ») puis par celle de (136472) Makémaké en mars 2005 (alors surnommée « Easter Bunny »).
Cependant, l'objet est clairement trop petit pour être une planète, faisant notamment un tiers de la taille de Pluton, et Mike Brown décide de ne pas annoncer publiquement la découverte. Au lieu de cela, il garde l'information de l'existence de Hauméa ainsi que de plusieurs autres grands objets transneptuniens secrète en attendant des observations supplémentaires pour mieux déterminer leur nature,,,. Lorsque son équipe découvre les satellites naturels de Hauméa (surnommés « Rudolf » et « Blitzen », noms de deux des rennes du père Noël), ils réalisent que Hauméa possède une composition plus proche des planètes telluriques que les autres objets transneptuniens et que ses lunes sont principalement composées de glaces. Ils observent ensuite une petite famille d'objets transneptuniens à proximité, nommée ultérieurement famille de Hauméa, et concluent qu'il s'agit d'une famille collisionnelle formée des restes du manteau glacé de Hauméa qui avait été détruit par une collision.

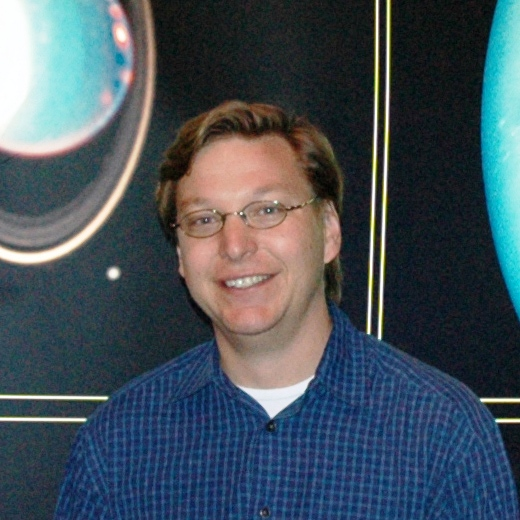
Michael E. Brown.

Le 7 juillet 2005, alors qu'il termine l'article décrivant la découverte, la fille de Mike Brown, Lilah, naît, ce qui retarde davantage l'annonce. Cependant, Govert Schilling avance que Mike Brown et son équipe souhaitaient révéler ces découvertes en septembre et en octobre 2005 de toute manière. Le 20 juillet, l'équipe de Caltech publie un résumé en ligne d'un rapport destiné à présenter leur présentation qui aura lieu lors de la conférence 37th annual meeting of the Division for Planetary Sciences (DPS) en septembre,. Dans ce résumé, Hauméa porte le nom de code K40506A que l'équipe lui avait donné (car il s'agit du premier objet de la ceinture de Kuiper découvert par QUEST le 6 mai 2004) et il est précisé que l'objet pourrait être plus grand et plus brillant que tout objet précédemment connu dans la ceinture de Kuiper,. Sa distance au Soleil, sa forme et la présence d'une lune sont également indiquées, mais pas sa position exacte afin de conserver l'information confidentielle.

### Découverte par l'équipe de José Luis Ortiz Moreno

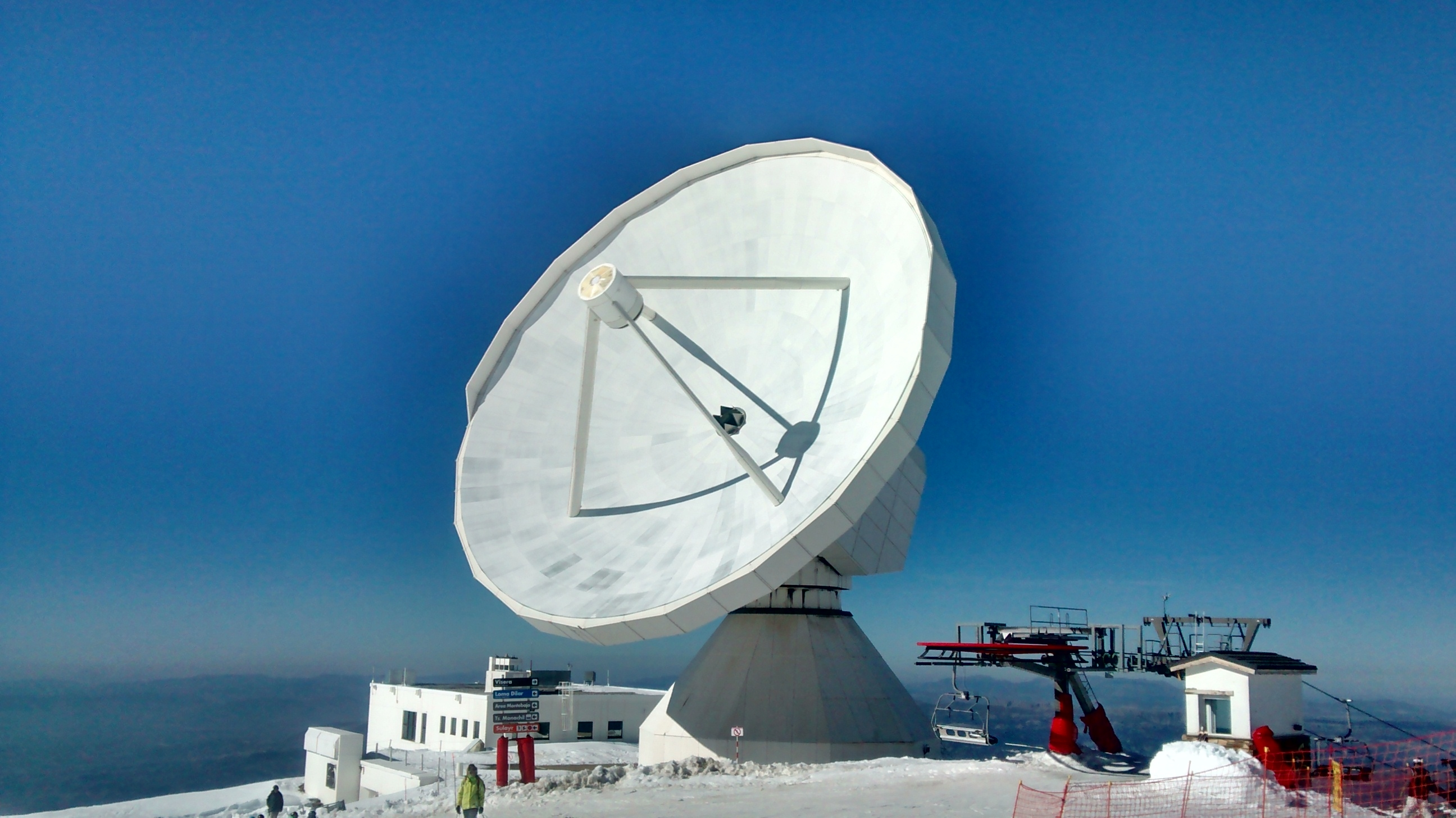
Observatoire de Sierra Nevada de l'Instituto de Astrofísica de Andalucía en province de Grenade, Espagne.

Le 25 juillet 2005, Pablo Santos Sanz, un élève à l'Instituto de Astrofísica de Andalucía, affirme avoir découvert Hauméa sur d'anciennes images. Celles-ci, prises les 7, 9 et 10 mars 2003 à l'observatoire de Sierra Nevada dans le sud de l'Espagne par un petit télescope de 36 cm, proviennent d'une recherche d'objets transneptuniens engagée par son superviseur José Luis Ortiz Moreno. Ces analyses auraient été reportées par des problèmes techniques et Pablo Santos Sanz aidait à rattraper le retard. Hauméa étant très brillante et située à moins de 8 milliards de km, il est alors convaincu qu'il s'agit du plus grand objet de la ceinture de Kuiper jamais découvert et prévient José Luis Ortiz. L'objet reçoit le nom temporaire OSNT11 (pour observatoire de Sierra Nevata et T pour transneptunien).
Voulant établir la priorité, ils envoient au MPC (Minor Planet Center en français : « Centre des planètes mineures ») leur découverte dans la nuit du 27 juillet 2005 dans un message intitulé « Découverte d'un grand objet transneptunien, urgent »,,. N'ayant fourni que trois images au MPC, ils demandent le 28 juillet à l'astronome amateur Reiner M. Stoss de l'observatoire de Starkenburg des observations complémentaires. Ce dernier identifie l'objet sur des images prises par le Near Earth Asteroid Tracking, recalcule sa trajectoire, et parvient même à trouver une pré-découverte de l'objet dans des diapositives numérisées de l'observatoire Palomar datant de 1955,. Il identifie lui-même Hauméa en dirigeant à distance un télescope de 30 cm de l'observatoire astronomique de Majorque et transmet une trentaine de nouvelles images à José Luis Ortiz. Avant minuit, ce dernier soumet un deuxième rapport au MPC qui comprend ces nouvelles données.
Si le premier rapport n'avait pas attiré l'attention de Brian G. Marsden, directeur du MPC, en raison de l'âge des précédentes données et de la faible expérience de l'équipe espagnole, lui et Gareth V. Williams vérifient sérieusement leurs calculs à la suite de ce second message puis le MPC publie une circulaire annonçant la découverte tôt le 29 juillet avec sa position,. Hauméa reçoit dans le même temps une désignation provisoire : 2003 EL61, le « 2003 » reposant sur la date de l'image de la première découverte avancée par l'équipe espagnole,. Dans un communiqué de presse publié le jour même, l'équipe de José Luis Ortiz qualifie Hauméa de « dixième planète », choix que Mike Brown critique a posteriori car l'équipe espagnole n'avait pas assez d'informations pour l'affirmer, notamment sur sa masse.

## Réactions à l'annonce

### Annonces simultanées des découvertes d'Éris et de Makémaké
La nouvelle est acclamée par les astronomes, mais Mike Brown comprend directement que l'objet découvert n'est autre que Santa, qu'il connaissait depuis des mois. Déçu d'avoir perdu son exclusivité auprès d'astronomes qu'il ne connaissait pas auparavant, il envoie tout de même un mail de félicitations à José Luis Ortiz le jour de l'annonce,. Cependant, Mike Brown reçoit rapidement un mail de la part de Brian Marsden du MPC qui, après avoir discuté avec d'autres astronomes ayant fait le rapprochement avec K40506A, lui fait part de son inquiétude que la position de l'objet ait pu fuiter. Il ne pense tout d'abord pas que l'équipe de José Luis Ortiz ait pu utiliser son résumé car il n'y faisait aucune mention de la position, mais trouve en effet étonnante la coïncidence qu'ils aient trouvé l'objet sur des images vieilles de deux ans quelques jours après sa publication. Il se rend ensuite compte qu'en cherchant code public 'K40506A' sur Google, il est possible d'accéder directement aux rapports de l'observatoire de Kitt Peak, qui avait été utilisé pour des vérifications sur l'orbite de Santa. Il suspecte alors l'équipe espagnole d'avoir utilisé ces informations pour calculer leur propre prédécouverte sur d'anciennes images de leurs archives afin de s'approprier la découverte,,.
En regardant à nouveau les rapports, Mike Brown constate que les positions de Xena (Éris) et d'Easter Bunny (Makémaké) sont accessibles,,. Craignant de se faire également doubler pour celles-ci, il décide de ne pas attendre octobre pour les révéler et envoie le jour même au MPC les informations permettant d'officialiser leur découverte, qui sont donc aussi publiées le 29 juillet,. Le soir, le bureau central des télégrammes astronomiques (CBAT) publie une circulaire annonçant l'annonce de la découverte presque simultanée des trois grands objets,. Mike Brown fait en parallèle une conférence de presse sur le sujet de la découverte d'Éris — le plus grand objet des trois, dont on pense alors qu'il dépasse en taille Pluton — la présentant, elle, comme la dixième planète plutôt que Hauméa. Il soumet également à The Astrophysical Journal son propre brouillon avec les données sur la première de ses lunes qu'il avait découverte le 26 janvier 2005.
Après ces événements, pendant un temps, il ne pense plus que l'équipe espagnole ait commis une fraude, car ils auraient eu plus d'intérêt à « voler » Éris, l'objet le plus intéressant, et renvoie un message à Ortiz pour s'excuser d'avoir éclipsé sa découverte. Cependant, l'empressement médiatique sur ces trois nouveaux objets poussé par un potentiel vol d'informations fait monter des accusations de fraude scientifique envers l'équipe espagnole,.

### Accusations de fraude scientifique

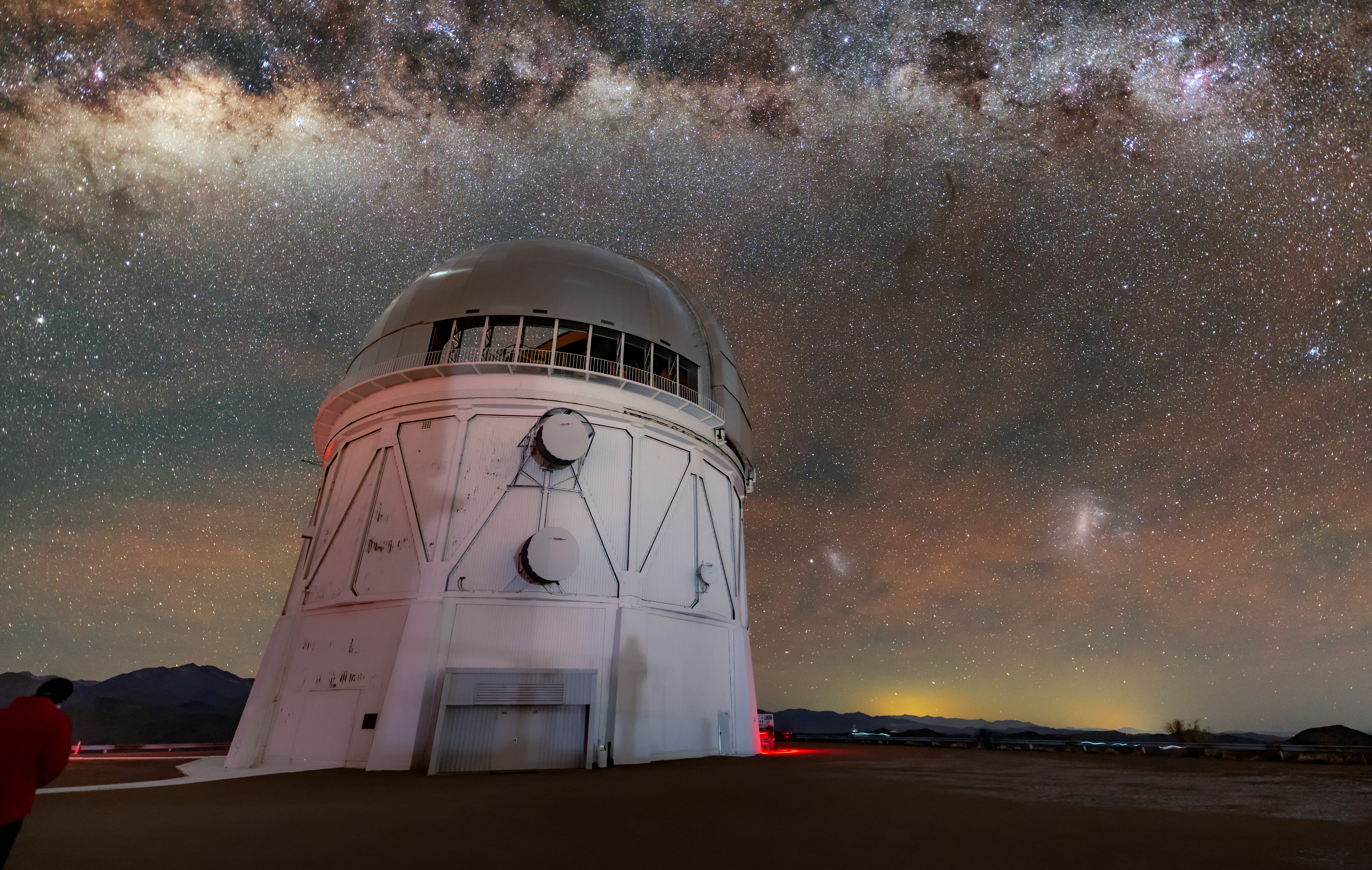
Observatoire interaméricain du Cerro Tololo, au Chili.

Les jours qui suivent, José Luis Ortiz et Pablo Santos Sanz reçoivent de nombreuses questions afin de déterminer s'ils ont consulté ou non ces rapports, sans qu'aucun des deux n'y réponde. Reiner Stoss est aussi suspecté car il les a aidés à calculer l'orbite et avait déjà eu des interactions houleuses avec Mike Brown lors d'une controverse liée à l'attribution du nom de Sedna, mais se défend lui et ses collègues. Reiner Stoss accuse même en retour Brian Marsden d'avoir su depuis longtemps pour l'existence des trois objets et d'avoir retenu l'information de façon contraire à la mission du MPC. La vérité éclate début août, lorsque Richard Pogge, administrateur du système SMARTS de l'observatoire interaméricain du Cerro Tololo où d'autres observations de vérification avaient été réalisées, parvient à retracer les connexions qui ont été faites aux rapports. Il conclut que la page de K40506A a été consultée trois fois le matin du 26 juillet depuis un ordinateur de l'Instituto de Astrofísica de Andalucía, plus précisément le même qui a été utilisé le soir même pour envoyer le rapport au MPC, et de nouveau le 28 juillet. Ainsi, il apparaît sans le moindre doute que l'équipe espagnole a consulté les positions notées par Caltech avant leur annonce. Si le plagiat n'est pas avéré, Mike Brown commence lui-aussi à douter après avoir appris la nouvelle de Richard Pogge le 8 août et envoie un courriel à José Luis Ortiz le 9 août en lui demandant une explication,. 
Sans retour de mail le 15 août, l'équipe de Caltech dépose une plainte officielle auprès de l'UAI, accusant l'équipe de José Luis Ortiz d'une grave violation de l'éthique scientifique en ne reconnaissant pas leur utilisation des données de Caltech dans leurs messages envoyés aux MPC. Ils publient également en ligne la « trace électronique » (electronic trail) démontrant ces consultations provenant d'Espagne,. Ils demandent par ailleurs au MPC de retirer à l'équipe de José Luis Ortiz leur statut de découvreurs et que l'UAI publie un message pour condamner leurs actions, bien que l'UAI ne possède pas de procédures formelles pour régler de telles controverses. Jose Carlos del Toro Iniesta, directeur de l'institut espagnol, se distancie de l'affaire et demande de « clairement séparer l'institut de ses membres individuels : les chercheurs sont seuls responsables de leurs actions »,. 
Cette plainte n'aboutit à rien et, début septembre, Mike Brown reçoit finalement une réponse de la part de José Luis Ortiz. Ce dernier n'infirme ni ne confirme s'il a consulté les rapports de Caltech, mais critique plutôt le comportement de Mike Brown de ne pas envoyer directement ses découvertes au MPC, ce qu'il estime contraire à l'intérêt scientifique. De plus, il ajoute qu'ils n'auraient jamais eu cet échange si lui et son équipe n'avaient pas cette tendance au secret,. L'astronome Alain Maury mentionne que la femme de José Luis Ortiz était en phase terminale d'un cancer au moment des faits, ce qui pourrait selon lui expliquer le retard de réponse. Il se montre par ailleurs d'accord sur le fait que la stratégie de rétention de découvertes de la part de Caltech est non scientifique. 
Le 16 septembre, José Luis Ortiz diffuse une lettre en insistant encore sur la nécessité de révéler ses découvertes immédiatement et admet pour la première fois avoir bien accédé aux journaux d'observation de Caltech mais nie tout acte répréhensible, affirmant que cela faisait simplement partie de la vérification de la découverte d'un nouvel objet et que ces rapports étaient disponibles en accès public,,. De plus, selon son récit et celui de Pablo Santos Sanz, ces journaux contenaient trop peu d'informations pour qu'ils aient pu déterminer s'il s'agissait du même objet, ce qui justifie l'absence de toute mention dans leurs messages au MPC,,. Par ailleurs, Pablo Santos Sanz continue de maintenir plusieurs années après les faits avoir découvert Hauméa le 25 juillet 2005 de façon totalement indépendante des journaux de Caltech.

## Dénomination officielle

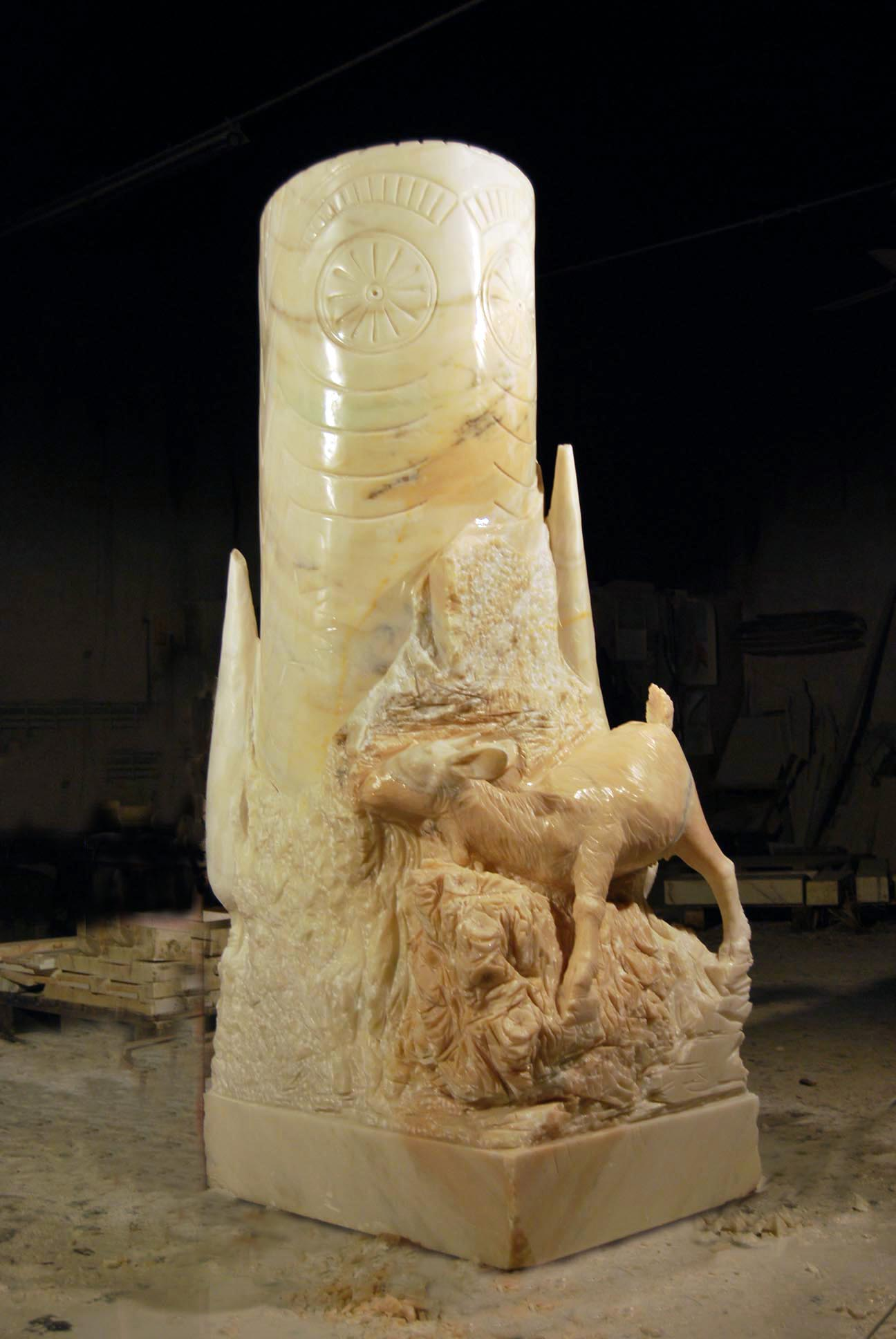
Représentation moderne de la déesse ibérique Ataegina, proposition de l'équipe espagnole.

Le 7 septembre 2006, une fois son orbite déterminée de façon stable, l'objet est numéroté 136108 et admis dans le catalogue officiel des planètes mineures avec la désignation (136108) 2003 EL61,.
L'objet étant majeur, il est légitime qu'il reçoive un nom propre en complément. Le protocole de l'UAI est que le crédit de découverte pour une planète mineure va à quiconque soumet d'abord un rapport au MPC avec suffisamment de données de position pour une détermination d'orbite décente, et que le découvreur crédité a la priorité pour le nommer. Ainsi, il revient en théorie à José Luis Ortiz et al., qui proposent le nom Ataegina (ou Ataecina), une déesse ibérique des enfers. Elle est l'équivalente de la déesse romaine Proserpine, une des amantes de Pluton. En tant que divinité chthonienne, Ataegina n'aurait été un nom approprié que si l'objet était dans une résonance orbitale stable avec Neptune, alors que la résonance de Hauméa est instable. Pablo Santos Sanz commente toutefois que cela ne sont que des recommandations et non des règles de la part du MPC, et considère donc qu'il s'agit plutôt d'un prétexte pour discréditer l'équipe espagnole en refusant leur proposition de nom. 
Suivant les directives établies par l'UAI selon lesquelles les objets classiques de la ceinture de Kuiper (appelés cubewanos) reçoivent des noms d'êtres mythologiques associés à la création, l'équipe de Caltech soumet en septembre 2006 des noms de la mythologie hawaïenne pour (136108) 2003 EL61 et ses deux lunes, en référence à l'endroit où se trouve l'observatoire du Mauna Kea et où les satellites ont été découverts. Les noms sont en particulier l'idée de David Rabinowitz. Hauméa est la déesse de la fertilité et de l'accouchement, de nombreux enfants étant issus de différentes parties de son corps,,. Un parallèle est souligné avec l'essaim de corps glacés pensés être des restes de la proto-Hauméa à la suite d'une ancienne collision, la famille de Hauméa,. De plus, elle est identifiée à Papahānaumoku, la déesse créatrice, et épouse de Wākea, le dieux des cieux. C'est approprié car l'équipe suggère que l'objet est presque entièrement composé de roches solides, sans l'épais manteau de glace sur un petit noyau rocheux, typique d'autres objets connus de la ceinture de Kuiper,. Ses deux lunes connues, également dans la famille de Hauméa, sont nommées d'après deux des filles de Hauméa : Hiʻiaka, la déesse tutélaire de l'île de Hawaï, et Nāmaka, la déesse de l'eau,.
Le différend sur la paternité de la découverte de l'objet retarde l'acceptation de l'un ou l'autre nom. Le 17 septembre 2008, l'UAI annonce que les deux organismes chargés de nommer les planètes naines, le Committee on Small Body Nomenclature (CSBN) et le Working Group for Planetary System Nomenclature (WGPSN), ont décidé de retenir la proposition de Caltech : Hauméa. Au CSBN, le résultat du vote est très serré et la décision s'est faite par un seul vote,. Hauméa devient ainsi la cinquième planète naine.
La date de la découverte indiquée sur l'annonce est le 7 mars 2003, le lieu de la découverte comme l'observatoire de Sierra Nevada mais le nom du découvreur est laissé vide,. Cependant, d'autres références attribuent pleinement la paternité de la découverte à l'équipe américaine, comme l'Encyclopædia Britannica.

## Conséquences

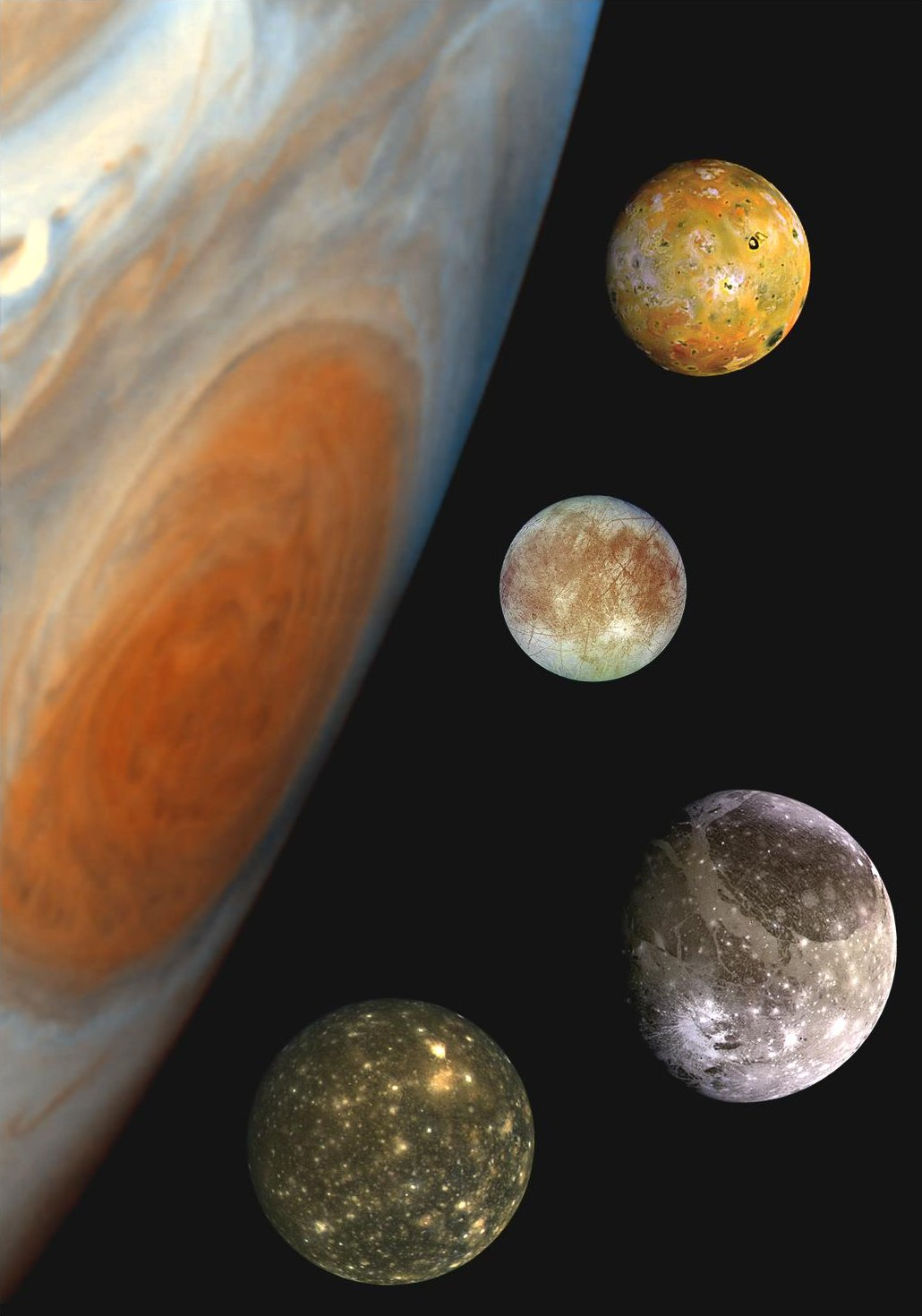
Cette controverse sur la paternité d'une découverte a été comparée à celle entre Galilée et Simon Marius concernant les quatre lunes galiléennes de Jupiter.

Brian Marsden, qui avait soutenu Mike Brown sur des controverses de dénomination précédentes, le soutient de nouveau et commente sur le fait que le nom du découvreur est laissé vide dans la liste de l'UAI : « c'est délibérément vague sur le découvreur de l'objet. (...) Nous ne voulons pas provoquer d’incident international »,. Il commente par ailleurs en indiquant que cette affaire est la pire dispute au sujet de la paternité d'une découverte en astronomie depuis le début du XVIIe siècle et la controverse des satellites galiléens de Jupiter. Si Galilée et Simon Marius en réclamaient tous deux le crédit, c'est finalement le premier qui est reconnu,.
Le New York Times compare le fait que l'équipe de Caltech ait décidé de conserver pour eux ces multiples objets transneptuniens à d'anciens cas où des astronomes ont un temps gardé secret des découvertes, comme Clyde William Tombaugh pour Pluton, ou plus anciennement encore des personnes falsifiant volontairement leurs relevés pour être les seuls à pouvoir étudier des objets.
L'équipe de José Luis Ortiz critique ce choix, suggérant que si Ataegina n'était pas acceptée, l'UAI aurait au moins pu choisir un troisième nom ne favorisant ni l'un ou l'autre des partis. Ils accusent également l'UAI de réaliser ici un parti pris politique. Des rumeurs circulent en effet que Dagda, le nom d'un dieu issu de la mythologie celtique irlandaise, avait été proposé par un membre du CSBM sans être finalement utilisé. José Luis Ortiz poursuit en disant : « Je ne suis pas content, je pense que la décision de l'UAI est malheureuse et crée un mauvais précédent »,. Pablo Santos Sanz commente quant à lui négativement le fait que les noms de l'équipe espagnole aient été substitués sur l'annonce officielle par leur observatoire et qualifie cette résolution de manipulation, concluant que « comme souvent, le gros poisson mange le petit »,.
Le journal espagnol ABC qualifie la décision de « conquête américaine », affirmant que la politique a joué un rôle majeur car les États-Unis comptent dix fois plus d'astronomes dans l'UAI que l'Espagne. Selon le Frankfurter Allgemeine Zeitung, la décision de choisir le nom proposé par Mike Brown aurait pu être influencée par la proximité de celui-ci avec Brian Marsden.
Immédiatement après l'annonce du nom, Mike Brown note qu'il est inhabituel d'être autorisé à nommer un objet sans être reconnu comme son découvreur officiel, mais déclare qu'il est satisfait du résultat et qu'il « pense que c'est aussi la meilleure résolution qu'[ils] puissent obtenir »,. Il est par contre pleinement reconnu comme découvreur des deux lunes de Hauméa, Hiʻiaka et Namaka. À l'occasion du cinquième anniversaire de la découverte, il écrit un article avec ses réflexions sur l'importance de la découverte mais ne mentionne aucune suite à la controverse. Govert Schilling mentionne en 2009 que Mike Brown et José Luis Ortiz ne se sont jamais rencontrés, tandis que Mike Brown et Pablo Santos Sanz se sont vus une fois par hasard, sans pour autant parler de l'affaire.
Stephen P. Maran et Laurence A. Marschall commentent quant à eux que si la controverse n'a jamais été proprement résolue et que le sentiment général a plutôt convergé vers un choix de facto, les chercheurs se concentreront à l'avenir plus sur l'apport scientifique de Hauméa que sur le contexte de sa découverte.